# Ghare Papagh
Ghare Papagh – wieś w Iranie, w ostanie Azerbejdżan Zachodni, w szahrestanie Mijandoab. W 2006 roku liczyła 334 mieszkańców.